# Choerades keralaensis
Choerades keralaensis là một loài ruồi trong họ Asilidae. Choerades keralaensis được Joseph & Parui miêu tả năm 1981.